# Edmund Horton
Pour les articles homonymes, voir Horton.
Edmund Carlton Horton né le 25 mars 1895 à Saranac Lake et mort le 26 mai 1944 à Saranac Lake, est un bobeur américain.

## Biographie
Il dispute aussi les Jeux olympiques d'hiver de 1932 à Lake Placid, remportant la médaille d'argent olympique en bob à quatre.

## Palmarès

### Jeux Olympiques
- : Médaillé d'argent du bob à quatre aux Jeux olympiques d'hiver de 1932 à Lake Placid ( États-Unis)